# Josef Matička
Josef Matička (13. září 1893 Tejnka u Prahy – 7. července 1976 Litomyšl) byl český malíř, bibliofil a sběratel umění.
Originální výtvarný projev Josefa Matičky vzešel z jeho rané tvorby, kterou ovlivnily moderní umělecké směry (impresionismus, expresionismus, kubismus, surrealismus), od 40. let se jeho dílo začalo ubírat vlastním originálním směrem, kterým se zcela programově obracel k lidovému umění, svým dílem se Matička snažil reflektovat podstatu českého národa a složitost jeho osudů. Josefa Matičku je tak možné zařadit mezi solitéry českého výtvarného umění, mezi které patří Josef Lada či Jan Zrzavý, kteří svou tvou vybočují z dobových schémat výtvarného umění.

## Život

### Dětství a studia

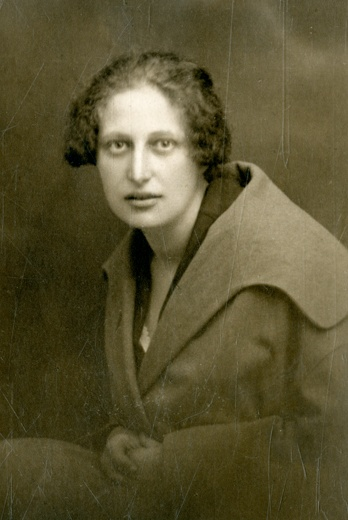
Anna Theinová, před rokem 1922©Státní okresní archiv Svitavy se sídlem v Litomyšli

Josef Matička se narodil v Tejnce u Prahy jako jediné dítě tiskařského sazeče Floriána Matičky (1857–1929) a jeho ženy Veroniky rozené Slavíkové (1867–1921). Na utváření jeho osobnosti tak měla velký vliv citově a nábožensky založená matka i otec, typ starého českého písmáka a vlastence, jenž synovi vštěpoval zájem o českou literaturu, historii a výtvarné umění, ale také život v chudé pražské dělnické čtvrti.
Po maturitě na malostranské reálce (dnešní Gymnázium Jana Nerudy) a pokouší se v letech 1912 a 1913 dostat na pražskou akademii výtvarných umění, ale u obou přijímacích řízení je odmítnut. Zapisuje se tedy alespoň do večerních kurzů na této škole a na podzim roku 1912 začíná studovat pozemní stavitelství na České vysoké škole technické v Praze (pozdější ČVUT) a od školního roku 1914/15 studuje obor architektura a pozemní stavitelství.
V roce 1919 se v Praze na přednáškách V. V. Štecha seznamuje s Annou Theinovou, svou budoucí manželkou. Anna se narodila 26. ledna 1897 v Litomyšli v rodině židovského obchodníka Marka Theina a jeho ženy Růženy rozené Schneidrové. Po absolvování gymnázia v Litomyšli (v roce 1917 jako první dívka v historii této školy skládá maturitní zkoušku) odjíždí studovat filozofii do Vídně a v roce 1918 se zapisuje na Filozofickou fakultu Univerzity Karlovy v Praze. V roce 1921 spolu poprvé navštěvují Litomyšl, město, které se stane inspiračním zdrojem Matičkovy malířské tvorby.

### 20. a 30. léta
Ve svých třiceti letech ukončuje v roce 1923 studia architektury a pozemního stavitelství a nastupuje do praxe, vleklá nemoc (tuberkulóza kostí a páteře) mu ale zabrání v dalším výkonu povolání, neboť mu lékař zakáže dlouhé stání u rýsovacího prkna. Anna Theinová dokončí doktorát z filozofie a 22. prosince 1923 se vdává se za Josefa Matičku.

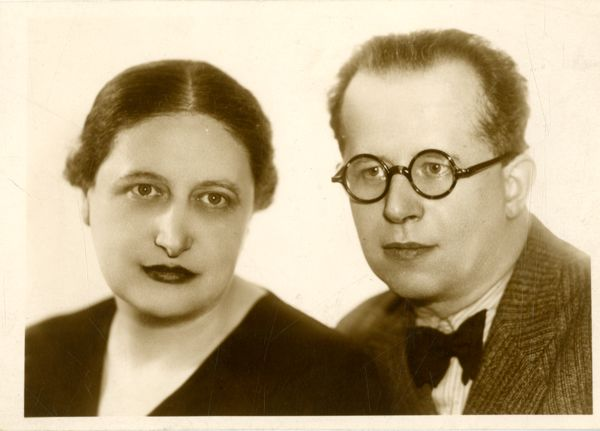
Josef a Anna Matičkovi kolem roku 1923©Státní okresní archiv Svitavy se sídlem v Litomyšli

Manželé Matičkovi bydlí v Praze na Letné. Josefův zdravotní stav není dobrý, rodinu existenčně zajišťuje Anna, ta se svým – jak ráda říkala – „nepraktickým doktorátem z filozofie“ nemůže najít zaměstnání, po čase hledání získává práci v Ženské národní radě, feministické hnutí jí je ale cizí, proto místo brzy opouští. V roce 1927 si otevře v Praze-Dejvicích obchůdek s cukrovinkami pod názvem Bonbon. Ten dobře prosperuje, proto ho přemístí na frekventovanější místo v Praze na Letné. Zde Matičkovi ve 30. letech ukrývají uprchlíky z nacistického Německa.

### Druhá světová válka
Protože Anna a Josef žijí v tzv. smíšeném árijsko-židovském manželství potýkali se s rasovým útlakem během 2. světové války, v roce 1940 přichází Anna o svůj obchod s cukrovinkami a v roce 1941 hledají útočiště Litomyšle. Zde je však v roce 1942 Anna spolu se svojí rodinou zařazena do transportu, ze které ho je vyřazena, podobné štěstí již nemá o 2 roky později, kdy je deportována do sběrného tábora Hagibor v Praze, odkud je převezena do koncentračního tábora Terezín. Také Josef je v roce 1944 zatčen a nejprve dopraven na pardubické gestapo, v prosinci je převezen na Pankrác a poté do Hagiboru. Po osvobození se manželé šťastně se setkávají v pražském bytě, Anna však zbytek své rodiny již nikdy nespatří, neboť umírají v Osvětimi. V roce 1945 vstupují oba manželé do KSČ, neboť se proklamovaný program strany shoduje s jejich přesvědčením o potrestání válečných zločinců a kolaborantů.

### Poválečná doba
Josef Matička se po druhé světové válce začne naplno věnovat své lásce – malování, zdravotní stav mu neumožňuje nastoupit do pracovního procesu, proto pobírá invalidní důchod.
Anna pracuje v Litomyšli jako dopisovatelka Rudé záře, píše především o průběhu lidových soudů s místními kolaboranty, je jí nabídnuto studium na novinářské škole KSČ v Praze a posléze práce redaktorky tiskového oddělení ÚV KSČ, v roce 1952 je však Anna kvůli svému židovskému a buržoaznímu původu propuštěna z místa redaktorky a nastupuje do antikvariátu u Karlova mostu, kde působí v rukopisném oddělení až do svého penzionování v roce 1962.

### 60. a 70. léta
V roce 1962 si Matičkovi kupují kamenickou chalupu v Budislavi u Litomyšle, kde si Josef zřizuje ateliér, často také chodí malovat do plenéru. Sbírá místní lidové umění – výrobky ze zaniklé sklárny na Posekanci, lidové plastiky ze dřeva, hospodářské nářadí, staré židle i malované truhly.
7. července 1976 Josef Matička umírá v Litomyšli, Anna Matičková umírá 1. srpna 1985. Manželé Matičkovi jsou pochováni na litomyšlském hřbitově, autorem sochy Múzy stojící na jejich hrobě je sochař Olbram Zoubek.

## Tvorba

### Nejranější tvorba
Josef Matička začínal jako malíř vlastně dvakrát. Nejprve se pokoušel dostat na pražskou akademii v letech 1912, 1913, jeho neúspěch však měl za následek, že většinu svých dosavadních výtvorů zničil, proto známe z jeho nejranější tvorby jen několik málo obrazů. Zásadní vliv měla na Matičku posmrtná výstava A. Slavíčka, která se konala v pavilonu Mánesa v roce 1910. Zde Matička plně přilnul k tvorbě tohoto velikána české moderní krajinomalby, což se také odráží v jeho výtvarné práci, např. v obraze U Štrobachovic pole (1914). Výrazný vliv na Matičkovu tvorbu měla také generace výtvarníků kolem skupiny Osma a moderní umělecké směry.

### 30. léta
Podruhé se k malířství vrací po svých studiích, snaha zůstat u výtvarného umění ho přivedla ke studiu pozemního stavitelství a architektury, vleklá nemoc mu však zabránila vykonávat povolání architekta, proto na počátku 30. let se instinktivně vrátil k malířství. Během 30. let Matička střídá výtvarný projev stejně jako náměty obrazů. V jeho tvorbě můžeme nalézt zpětnou recepci expresionismu, Krajina (1930), surrealistických vlivů, Před operací (1935), i kubismu, Kristus pod křížem klesá (1936). Vedle krajin se věnoval zátiší i figurálním námětům.
V roce 1925 se seznamuje s litomyšlským malířem Josefem Voleským, který ho uvede do Sdružení výtvarníků v Praze, se kterým Matička v roce 1932 jako host poprvé vystavuje a v roce 1940 mu je ve výstavních prostorách sdružení, v domě U Medvídků v Praze, uspořádaná první samostatná výstava.

### 40. léta
Události 2. světové války zásadním způsobem ovlivní tvorbu Josefa Matičky. V roce 1941 odcházejí manželé Matičkovi do Litomyšle, kde hledají ochranu před německým útlakem, právě v Litomyšli nalezl Josef svůj výtvarný projev. Podstatou změnou Matičkovy tvorby bylo zjednodušení výtvarného projevu, Zátiší s chlebem a solí (1941). Proměnu Matičkovi usnadnily některé tvůrčí principy, se kterými již dříve pracoval a jejichž některé prvky nyní naplno využil. Kubizující formy architektury, střídání kontrastů světlých a tmavých tonů, kterými definuje tvary, ukazují na svébytné využití vlivu kubismu pro svou novou tvorbu. Dramatická, expresivní barevnost sice Matičkovi zůstala, především jako rys válečné doby, ale jeho rukopis se zklidnil. Obrazy již nejsou malovány prudkým, až nahodilým štětcem. Matička každý tah pečlivě připravuje a promýšlí. Mezi výrazná díla z tohoto období patří např. Litomyšl od Kacimberku I, II (1942), nebo Lubná (1943). K válečným událostem se však Matička vracel i v pozdějších letech, např. Hrozná zpráva (1962),Černopláštník I, (1963).

### Poválečná tvorba
I po skončení druhé světové války pokračuje Matička v usilovné malířské práci. Věnuje se tématům Litomyšle a jejímu okolí, řada obrazů má sice výtvarně lyrický charakter, jsou to ale Matičkovy vzpomínky na doby dávno minulé, Ševci (1947), Ledaři na Hlubokém (1947). Obrazy z druhé poloviny 40. a z let 50. představují vrchol litomyšlské tvorby J. Matičky. Zásadní roli pro něj hraje silueta města, zámku, kostelních věží a náměstí, Horní náměstí v Litomyšli (1946), Na trhu (1952). Vedle Litomyšle se v námětech obrazů objevuje i Praha, v roce 1951 si Matička přivodí těžký úraz kolene, což mu znemožní vzdalovat se od bytu v Dlouhé ulici, pracuje v uličkách Haštalské čtvrti, kde zachycuje intimní městská zákoutí, Klášterní ulička I (1955).

### 60. a 70. léta

Malý Josef se svojí babičkou©Státní okresní archiv Svitavy se sídlem v Litomyšli

Josef Matička začíná výtvarně zpracovávat svoje vzpomínky, cyklus U nás doma představuje vlastně malířovy memoáry, První návštěva muzea (1971), Buďte zdráv, pane Zrzavý! (1969), některé obrazy vznikají podle dobových fotografií, např. Starý vojenský hřbitov (1936, 1966, 1967).
Třetím místem, které je s J. Matičkou neodmyslitelně spjato, je Budislav, kde si Matičkovi v roce 1962 pořídili chalupu. V Budislavi kolem sebe shromažďoval prvky lidového umění a stále více ctil tradici lidového umění a sám sebe stále více pokládal za pokračovatele této tradice. Právě lidovost, srozumitelnost i skrytá krása lidového umění korespondovaly s výtvarným názorem, který se začal v malíři formovat od 40. let. Obrazy s budislavskou tematikou jsou poetickými, hravými výpověďmi o harmonii s přírodou i životem, Kocour a kapr (1966), Náš kocour (1963,1964).
Pozornost tvorbě Josefa Matičky věnoval nepravidelně i celostátní tisk, který uveřejňoval reprodukce jeho děl.

### Bibliofilie a ilustrace
Během první světové války se Matička věnuje bibliofilským tiskům. Edici Bibliofil vydávají J. Matička, K. Dvořák a K. Latzel, ediční řada se zaměřuje na českou národní literaturu: v roce 1916 vycházejí Básně K. H. Máchy, roku 1918 Matička graficky upravuje Máchovy Písně a znělky, v témže roce vydává knihu vlasteneckých statí s textem Čeští spisovatelé českému poselstvu v grafické úpravě a s dřevoryty J. Bendy, dále pak Rukopisy Králodvorský a Zelenohorský (1919), Lužické prostonárodní písně apod. Mimo edici vydává například Probuzení Budhovo (1919) nebo Kytičku na hrob Jana Štursy (1930).
V roce 1949 vychází kniha Lucie Sovové Na podsíni, inspirovaná životem na litomyšlském náměstí. Matička ji ilustruje, typograficky upravuje a prvních 100 výtisků také ručně koloruje. Spolupráce Sovové a Matičky dále pokračuje – vytváří ilustrace k její knize Dětský rok, pro niž ale nenacházejí nakladatele.

### Sběratel
Josef Matička vlastnil celou řadu obrazů českých umělců 1. poloviny 20. století, především obrazy generace malířů Osmy, např. Emila Filly, Josefa Čapka, Bohumila Kubišty, Jana Zrzavého a Václava Špály. V roce 1977 věnovala na přání svého manžela Anna Matičková kolekci obrazů svého muže i obrazů z jeho sbírky městu Litomyšli, po smrti Anny byl odkaz rozšířen o další obrazy, celá kolekce se dnes nachází v Městské galerii Litomyšl.

## Poznámka
Text vychází z publikace: Michal Šimek, Josef Matička – Dar Litomyšli, Litomyšl 2014.